# Catedral de Santo Inácio
A Catedral de Santo Inácio é um templo católico situado na cidade de Xangai, China. É a sé da Arquidiocese de Xangai tendo sido desenhada pelo arquiteto inglês William Doyle e construída por jesuítas franceses entre 1906 e 1910 em estilo gótico.
Como centro missionário, a Catedral já abrigou uma bibilioteca, um orfanato, uma faculdade, uma editora e uma estação meteorológica.

## História
A catedral foi projetada pelo arquiteto britânico, e membro do Instituto Real dos Arquitetos Britânicos em Xangai, William Doyle, que passou doze meses trabalhando no projeto. A construção foi financiada por empresários franceses e realizada pelos jesuítas com a contribuição de católicos chineses, que, com seus barcos, carregaram pedras e granito da cidade de Suzhou para Xangai.
O início da construção se dera em 1906, sendo finalizada em 1910.
Em 1966, a catedral foi vandalizada pelo movimento da chamada revolução cultural chinesa e usado como um armazém de frutas e legumes, sendo restituída à Diocese de Xangai em 1979.
Nos anos 80 suas torres foram restauradas, em 2006 seus vitrais foram recuperados e em 2015 a catedral foi fechada para reforma sendo reaberta apenas em 16 de dezembro de 2017.
Atualmente a catedral é a maior igreja da China, já tendo sido a maior do Oriente.
A catedral aparece na introdução do filme Império do Sol, de Steven Spielberg.

## Aspectos arquitetônicos
O edificio tem duas torres  com espirais, duas alpendres de torre, nártex, nave, dois corredores, onze capelas laterais, escada para galeria e trifório. Seu desenho mescla o estilo gótico inglês com o medieval francês. Sua estrutura é tijolo e arcos de granito.
Duas filas de colunas arcada dividem o interior no salão central de três andares e os corredores laterais. A luz natural penetra através das janelas perto do teto. No topo é uma cofre quadripartite com arcos apontados com nervuras. A nave é agraciada por 64 colunas, cada uma composta por 10 colunas menores esculpidas em mármore fino extraído em Suzhou.
Atualmente possui capacidade para três mil pessoas.